# 4154 Rumsey
4154 Rumsey è un asteroide della fascia principale. Scoperto nel 1985, presenta un'orbita caratterizzata da un semiasse maggiore pari a 2,5401927 UA e da un'eccentricità di 0,1968024, inclinata di 6,74712° rispetto all'eclittica.